# Jens Ahrends
Jens Ahrends (* 1960 in Bremen) ist ein deutscher Politiker (parteilos, früher AfD, LKR). Er war von 2017 bis 2022 Mitglied des Niedersächsischen Landtages.

## Leben
Von 1981 bis 2001 war Ahrends Berufsoffizier der Luftwaffe. Anschließend arbeitete er als Versicherungsmakler. 
Bei der Landtagswahl in Niedersachsen 2017 zog Ahrends über den Landeswahlvorschlag der AfD in den Niedersächsischen Landtag ein. Am 22. September 2020 trat er mit Dana Guth und Stefan Wirtz nach einem Führungsstreit aus der AfD-Fraktion aus, wodurch diese ihren Fraktionsstatus verlor. Am 31. Oktober 2020 trat er auch aus der Partei aus; zur Begründung sagte er, der "Flügel" gewinne in der AfD immer mehr Macht und Einfluss. Von November 2020 bis Dezember 2021 war Ahrends Mitglied der Liberal-Konservativen Reformer, für die er bei der Bundestagswahl 2021 als Direktkandidat im Wahlkreis Oldenburg - Ammerland antrat und 0,1 % der Erststimmen erlangte. Nach der Landtagswahl in Niedersachsen 2022 schied er aus dem Landtag aus.
Ahrends lebt und arbeitet in Edewecht-Friedrichsfehn.